# Basin Street
Basin Street o Rue Bassin in francese, è una strada di New Orleans. La sua parallela a Rampart Street, un isolato verso il lago, al confine col Quartiere francese, va da Canal Street al Saint Louis Cemetery.

## Storia
Il nome deriva dal bacino di svolta del Canal Carondelet che precedentemente occupava la via, che ora corre nelle vicinanze dell'Auditorium Comunale.
Fra la fine del XIX secolo e l'inizio del XX ferrovia correvano dei binari in parallelo al canale e poi giravano in Basin Street, correndo nel "terreno neutro" (come è indicato il centro della strada localmente) per giungere ad uno dei principali depositi ferroviari della città a Canal Street.
Un tempo una delle più eleganti zone residenziali della città, divenne un quartiere a luci rosse intorno al 1870. Dal 1897 e per tutta la prima guerra mondiale, la parte posteriore di Basin Street fu un confine di Storyville, una zona a luci rosse, costellata di bar e case destinate alla prostituzione.
Dopo la chiusura di Storyville, Basin Street temporaneamente rinominata North Saratoga. La maggior parte degli edifici venne demolita e ricostruita secondo il Iberville Projects.
Basin Street precedentemente continuava sull'altro lato di Canal Street fino a Common Street, oggi nota come Elk Place, che dopo due isolati diventa Loyola Avenue, nella parte superiore della via. La strada parallela è Rampart Street, un isolato dall'altra parte di Louis Armstrong Park, nel quartiere Tremé.
Basin Street fu commemorata nella canzone Basin Street Blues pubblicata da Spencer Williams nel 1926 ed incisa da Louis Armstrong nel 1929; le centinaia di registrazioni di questo classico comprendono la versione di Miles Davis del 1963.
Esistono una serie di monumenti nel terreno neutro di Basin Street, e fra questi quello a Simón Bolívar, Benito Juáreze Francisco Morazán, oltre ad un'insegna metallica commemorante Storyville.